# 河竹新七 (3代目)
三代目 河竹新七（さんだいめ かわたけ しんしち、天保13年〈1842年〉- 明治34年〈1901年〉1月10日）とは、明治時代に活躍した歌舞伎狂言作者。本名は菊川 金太郎（きくがわ きんたろう）。俳名は是水。

## 来歴
江戸神田に生まれる。はじめ猿若町の芝居茶屋に勤めていたが、のちに二代目河竹新七の門人となり、初代竹柴金作を名乗る。明治5年（1872年）市村座の立作者となり、明治17年には三代目河竹新七を襲名。市村座や歌舞伎座などの各座に立作者として出勤した。明治30年（1897年）、演劇改良運動を推進する九代目市川團十郎や福地桜痴との対立から、門下の竹柴彦作らとともに歌舞伎座を退座したが、翌年の五代目尾上菊五郎の歌舞伎座出勤を機に復帰した。
講談や小説などからの脚色を得意とし多くの作を残した。代表作に『籠釣瓶花街酔醒』、『塩原多助一代記』などがある。
墓所は台東区永見寺。

## 作品
- 大岡政談夏鈴川
- 紀文大尽廓入船
- 佐野系図由諸調
- 上州織侠客大縞
- 嵯峨奥妖猫奇談
- 武蔵鐙誉大久保
- 籠釣瓶花街酔醒
- 門松宝双六
- 墨川高評桜
- 邯鄲諸国譚
- 盛糸好比翼新形
- 高野山苅萱実記
- 浮世又平誉助剣
- 関ケ原東西軍記
- 御殿山桜木草紙
- 鹿児島銘々伝記
- 種瓢真書太閤記
- 花見時瓢太閤記
- 浜千鳥真砂白浪
- 忠臣蔵年中行事
- 櫓太鼓成田仇討
- 政談恋畦倉
- 蔦模様血染御書
- 通俗西遊記
- 六歌仙狂画墨塗
- 橋供養梵字文覚
- 鎮西八郎英傑譚
- 東叡山農夫願書
- 北雪美談時代鏡
- 雲雀山駒絆松樹
- 廿四時海上新話
- 万石取茶入墨附
- 三世相縁本阿弥
- 新舞台越後立読
- 女夫浪江島新語
- 唐人髷今国性爺
- 千宗易悟道策前
- 弓張月源家鏑箭
- 前太平記擬玉殿
- 聖世徳大赦恩典
- 実録忠臣蔵
- 伏見街地震夜話
- 塩原多助一代記
- 清正誠忠録
- 鈴音真似操
- 万石取茶入墨附
- 三世相縁本阿弥
- 蔦模様血染御書
- 復讐談高田馬場
- 枕慈童所作事
- 榛名梅薫団扇絵
- 碁風土紀魁舛形